# Walter L. Fisher
Walter Lowrie Fisher, född 4 juli 1862 i Wheeling, Virginia (nuvarande West Virginia), död 9 november 1935 i Winnetka, Illinois, var en amerikansk republikansk politiker. Han tjänstgjorde som USA:s inrikesminister under president William Howard Taft 1911–1913.
Fadern Daniel Webster Fisher var präst. Fisher studerade juridik och inledde sin karriär som advokat i Chicago. Han gifte sig 1891 med Mabel Taylor.
Fisher efterträdde 1911 Richard Achilles Ballinger som inrikesminister. Han tjänstgjorde till slutet av Tafts mandatperiod som president och efterträddes 1913 som minister av Franklin Knight Lane. Fisher var en progressiv republikan men han förblev Taft lojal i presidentvalet i USA 1912 då många andra progressiva lämnade partiet för att stöda Theodore Roosevelt.